# José Franco
José Silos Franco CvSE ComIH (Sobreiro, Mafra, 19 de março de 1920 – Lisboa, 14 de abril de 2009) foi um oleiro, ceramista e escultor português.

## Biografia

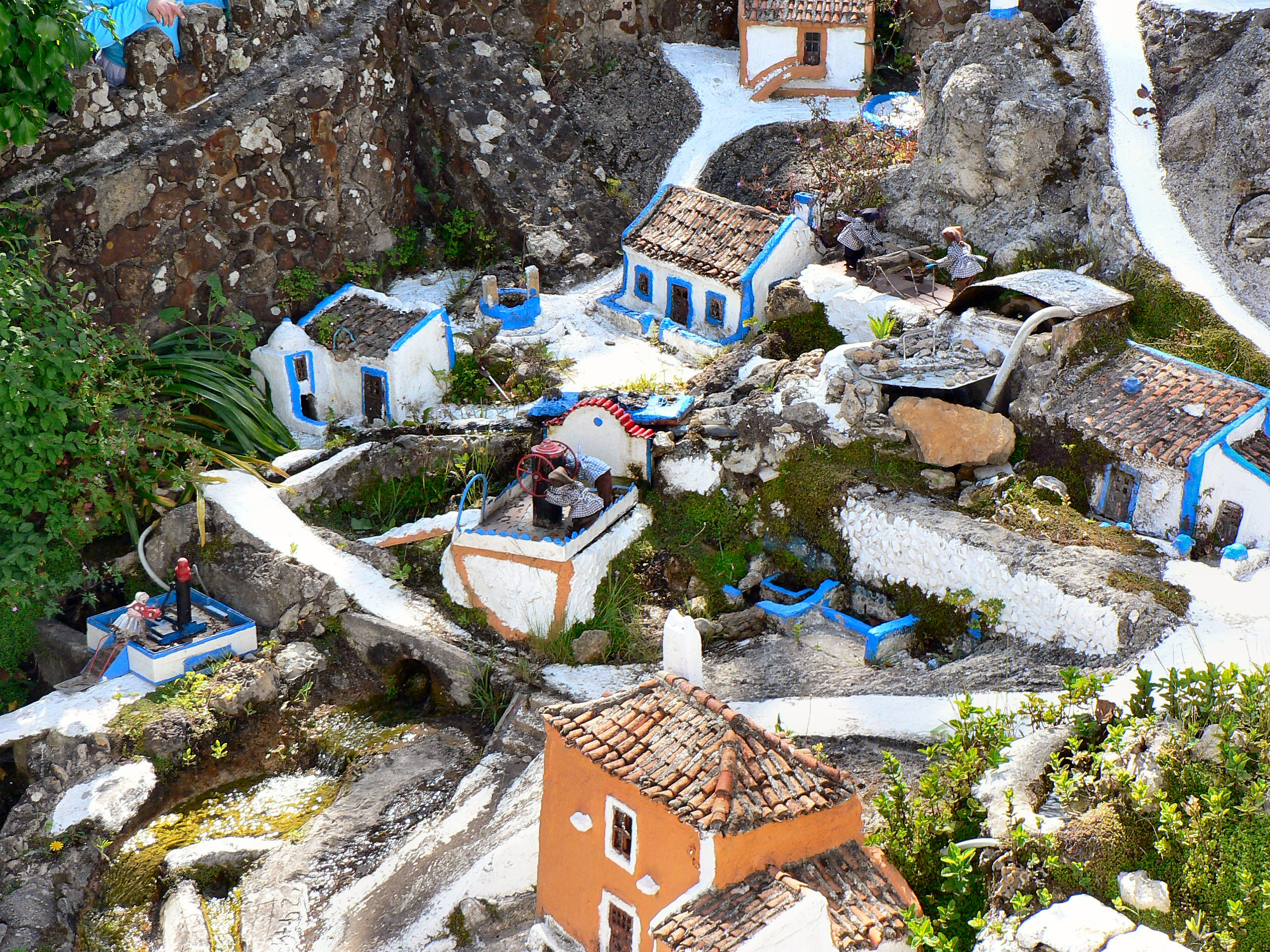
Pormenor da miniatura de uma aldeia.

Nasceu na aldeia do Sobreiro, em Mafra, localidade com grande tradição de olaria, da qual era também natural o ceramista Manuel Cipriano Gomes Mafra. Filho de pais humildes, oleiros de profissão, teve quinze irmãos. A família produzia cerâmica utilitária, comercializada na região: pratos, travessas, jarros para água e para vinho, vasos para flores e pequenas peças de decoração. Ainda jovem, José Franco também começou a produzir e a vender à porta da sua pequena olaria e nas festas populares e feiras da região, transportando-as no lombo de um burro.
Posteriormente veio a ser um dos fundadores da liga dos amigos de Sobreiro, tendo participado na construção da igreja e do lar da terceira idade da povoação.
Veio a ser condecorado pelo então presidente da República, Ramalho Eanes com a comenda de cavaleiro de São Tiago.
Pertenceu à Junta de Freguesia de Mafra, durante uma década integrou a Conferência de São Vicente de Paulo do Sobreiro e Achada, foi presidente do conselho fiscal da Liga dos Amigos do Sobreiro, membro da Direcção do Lar e Centro de Dia para Idosos do Sobreiro, foi padrinho dos ranchos folclóricos do Milharado e Florinhas do Sobreiro e integrou o júri de vários concursos de trabalhos de arte.
Considerado um benemérito da comunidade, permitia a entrada gratuita na sua aldeia-museu, tradição que se manteve depois do seu falecimento, em 2009.

## Obra

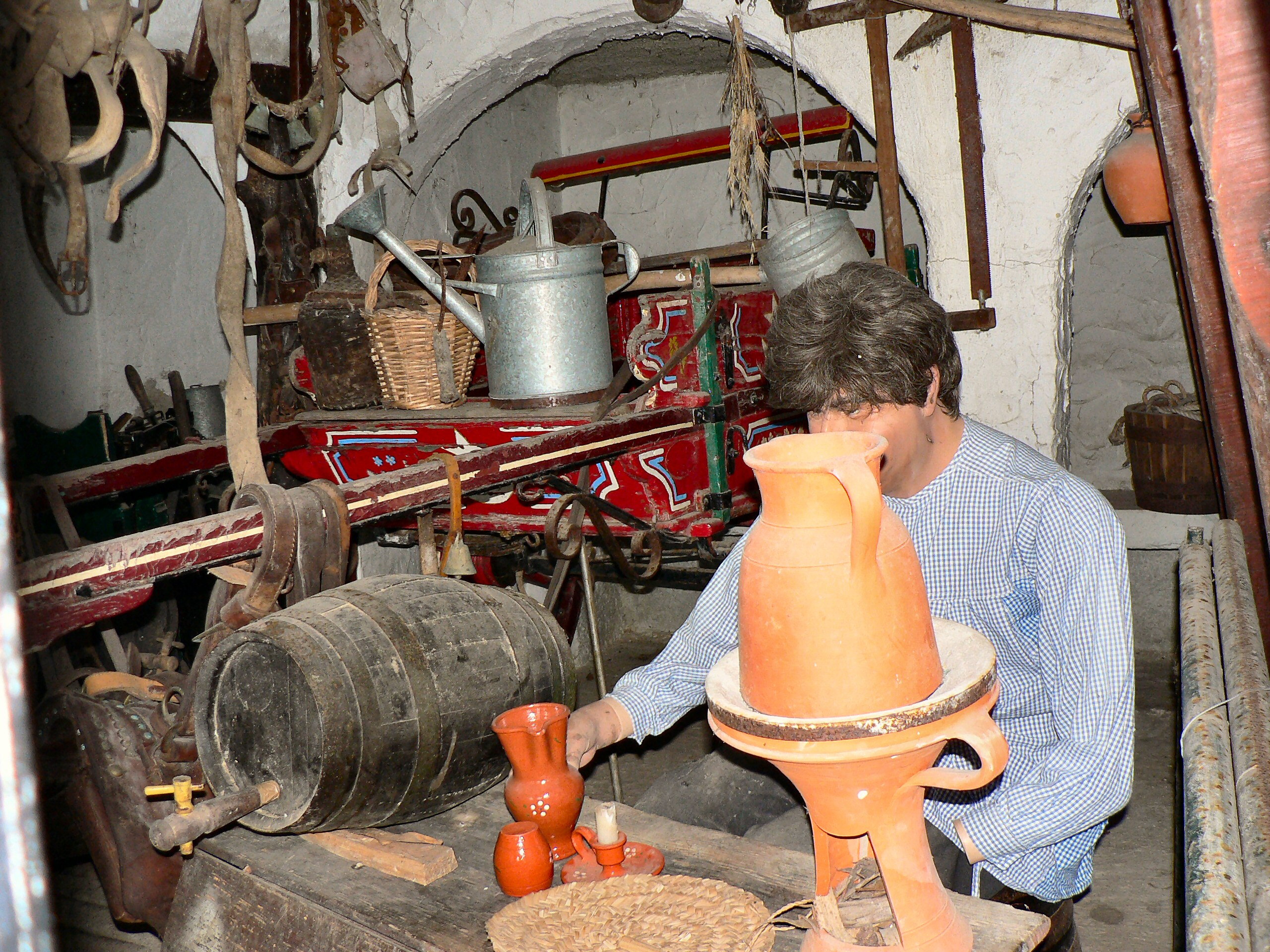
Representação da taberna na Aldeia típica de José Franco.

José Franco dedicou-se principalmente à arte-sacra, sendo por isso conhecido em todo o mundo, podendo encontrar-se obras da sua autoria inclusivamente no Vaticano. No entanto, a sua obra mais conhecida e popular será a Aldeia típica de José Franco, construção em miniatura de uma aldeia saloia do início do século XX, onde podem ser apreciadas cenas da vida da época, realizadas por bonecos mecanizados, principalmente movidos a água, bem como, lojas em miniatura que ilustram as mais diversas profissões, muitas delas, hoje em dia, completamente abandonadas.

## Jorge Amado
Segundo Zélia Gattai na sua autobiografia, Jorge Amado conheceu José Franco, quando visitou a aldeia típica na companhia de Beatriz Costa e Francisco Lyon de Castro nos fins dos anos 60, tornando-se grandes amigos a partir daí. Jorge Amado visitava José Franco, a quem chamava queridinho, sempre que se deslocava a Portugal e a sua casa em Salvador é decorada com peças do artista português.

## Distinções
- Cavaleiro da Ordem Militar de Sant'Iago da Espada (09/04/1981).
- Comendador da Ordem do Infante D. Henrique (09/06/2000).[2]
- Prémio na categoria de Arte pelo Rotary Club.
- Bênção Apostólica do Papa João Paulo II.